# Strången, Jämtland
Strången är en sjö i Bräcke kommun i Jämtland och ingår i Ljungans huvudavrinningsområde. Sjön är 17 meter djup, har en yta på 1,66 kvadratkilometer och befinner sig 336,1 meter över havet. Sjön avvattnas av vattendraget Brehungån.

## Delavrinningsområde
Strången ingår i det delavrinningsområde (694507-146403) som SMHI kallar för Utloppet av Brehungen. Medelhöjden är 396 meter över havet och ytan är 12,65 kvadratkilometer. Räknas de 3 avrinningsområdena uppströms in blir den ackumulerade arean 33,54 kvadratkilometer. Brehungån som avvattnar avrinningsområdet har biflödesordning 3, vilket innebär att vattnet flödar genom totalt 3 vattendrag innan det når havet efter 252 kilometer. Avrinningsområdet består mestadels av skog (78 procent). Avrinningsområdet har 1,56 kvadratkilometer vattenytor vilket ger det en sjöprocent på 9,1 procent.